# Fricourt

Fricourt este o comună în departamentul Somme, Franța. În 1 ianuarie 2022 avea o populație de 469 de locuitori.